# Бил, Уиллис Эрл
Уи́ллис Эрл Бил (Willis Earl Beal) — американский автор-исполнитель. Он вошёл в список «самых интересных исполнителей 2012 года» по версии журнала New Musical Express и аналогичный список журнала «Афиша».

## Биография
Уиллис Эрл Бил вырос в Чикаго. В 2005 году он был демобилизован из армии по болезни и вернулся в родной город, где устроился охранником в Сирс-тауэр. С августа 2007-го до июня 2010 года жил в Альбукерке, первое время был бездомным, зарабатывал низкоквалифицированным трудом, зачастую в ночную смену. Тогда же Бил начал записывать музыку и распространял её на CD-R в общественных местах по всему Альбукерке. Он также расклеивал собственные рисунки с адресом и номером телефона; на листовках было такое обращение: «Позвоните — и я спою вам песню. Напишите — и я сделаю рисунок для вас». В 2009 году один из этих рисунков появился на обложке журнала Found, и в том же номере было опубликовано интервью с музыкантом. В 2011 году благодаря отклику читателей издатели журнала решили выпустить ограниченным тиражом (200 экземпляров) бокс-сет The Willis Earl Beal Special Collection, в который вошли альбом Била, записанный в домашних условиях, его рисунки и стихи. В конце года Уиллис Эрл Бил подписал контракт с лейблом Hot Charity (импринт независимой звукозаписывающей компании XL Recordings). 17 февраля 2012 года был выпущен его первый сингл на лейбле «Evening’s Kiss», видеосопровождение к песне состоит из рисунков самого музыканта. Дебютный альбом Била под названием Acousmatic Sorcery вышел 2 апреля 2012 года.

## Стиль и влияния
Уиллис Эрл Бил приобрёл репутацию маргинального музыканта. Слушатели сравнивали его с Дэниелом Джонстоном и Джендеком, поклонником которых является Бил. Он также назвал Тома Уэйтса любимым исполнителем.

## Дискография
- Acousmatic Sorcery (2012)
- Principles of a Protagonist EP (2012)
- Nobody knows. (2013)
- A Place That Doesn’t Exist EP (2014)
- Experiments in Time (2014)